# Neoitamus niger
Neoitamus niger är en tvåvingeart som först beskrevs av De Geer 1776.  Neoitamus niger ingår i släktet Neoitamus och familjen rovflugor.
Artens utbredningsområde är Sverige. Inga underarter finns listade i Catalogue of Life.